# E-ZPass

Logo

Schemazeichnung der Vereinigten Staaten. Bundesstaaten, die im Jahr 2018 E-ZPass nutzten, sind violett markiert.

E-ZPass ist ein 1993 eingeführtes elektronisches Mautsystem auf Basis von RFID-Chips, das in weiten Teilen der nordöstlichen Vereinigten Staaten von Amerika verwendet wird. Die E-ZPass Interagency Group besteht aus 38 Behörden oder Einrichtungen in 16 US-Bundesstaaten, die den Nutzern einen genormten Transponder zur automatischen Abrechnung der Maut zur Verfügung stellen.

## Funktionsweise
Die RFID-Transponder sind in der Regel hinter der Windschutzscheibe sichtbar in der Fahrgastzelle des Fahrzeugs montiert. Da in einigen Fahrzeugen Windschutzscheiben verbaut sind, die Funksignale hemmen oder blockieren, gibt es auch Module zum Außenanbau, beispielsweise an der Nummernschildbefestigung.
Die Chips werden je nach Fahrzeugklasse für Pkw, Motorrad, Lkw, Omnibus oder ähnliches kodiert, da nicht alle Straßen, Brücken oder Tunnel gleiche Gebühren für alle Fahrzeugklassen erheben. Es gibt eine eigene Version für Behördenfahrzeuge.

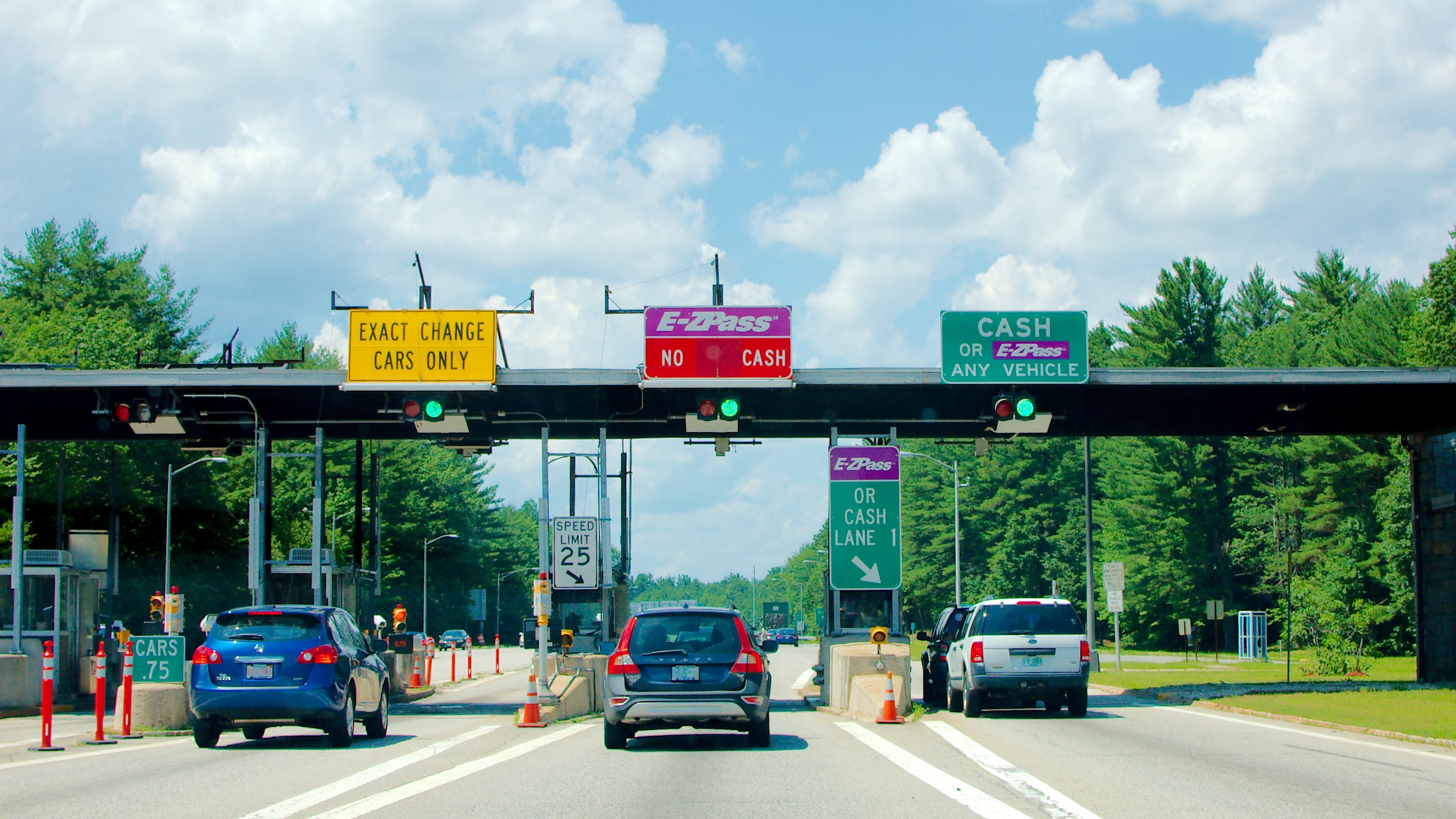
Mautstation bei Rochester in New Hampshire mit Fahrbahnen für Zahlung mit Münzgeld oder E-ZPass

Mautstationen sind in der Regel mit speziellen Fahrspuren für herkömmliche und elektronische Zahlweise ausgestattet.

### Technik
Das Signal wird auf 915 MHz mit 500 Kbit/s in 256-Bit-Paketen gesendet.

### Weitere Verwendung
- McDonald’s bot 2001 am Drive-in-Schalter testweise automatische Bezahlung mit einem E-ZPass-Konto an, das System konnte sich allerdings nicht etablieren.
- Der Pittsburgh International Airport identifiziert Parkplatznutzer über den Chip, rechnet aber separat ab.
- Besuchern der Great New York State Fair wird eine Parkplatzbuchung angeboten.

## Gebühren
Guthaben kann an Einkaufszentren oder Tankstellen im Einzugsgebiet der Mautstrecken erworben, Gebühren können auch per Rechnung oder Abonnement beglichen werden.
Die Kosten belaufen sich auf geringe zweistellige Dollar-Beträge als Pfand für die Transponder und jährliche oder monatliche Gebühren. Preisnachlässe werden beispielsweise für Fahrten außerhalb der Stoßzeiten oder für Ortsansässige angeboten.

## Teilnehmende Infrastrukturbetreiber
An dem System beteiligt sind u. a. die Delaware River Port Authority, die Massachusetts Port Authority, die Triborough Bridge and Tunnel Authority, der New Jersey Turnpike, die New York State Bridge Authority, die New York State Thruway Authority und die Port Authority of New York and New Jersey. Alle aktuellen Teilnehmer sind auf der Betreiberwebseite aufgeführt.

## Privatsphäre

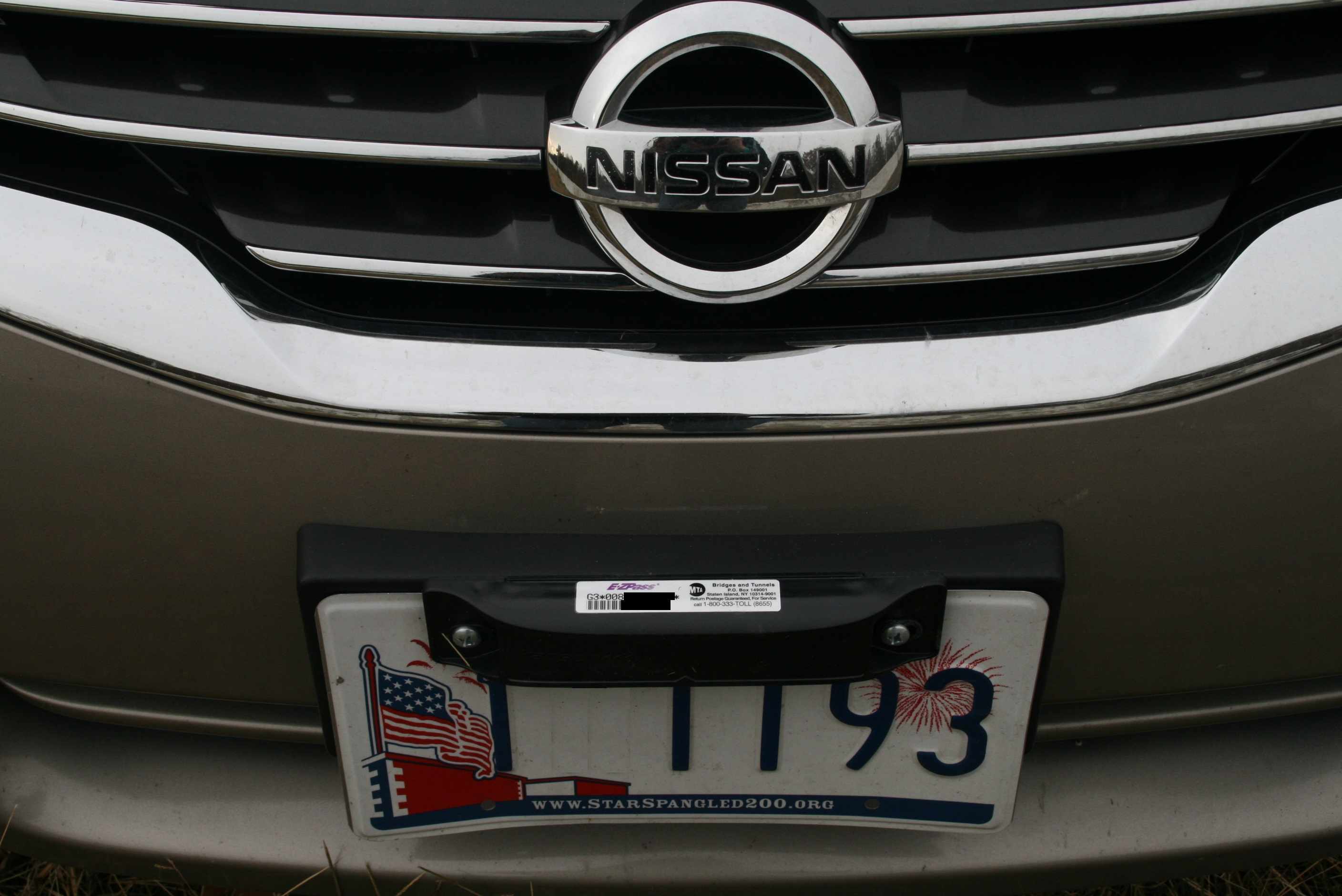
Transponder am Nummernschild eines Pkw

Bewegungsdaten von einzelnen Fahrzeugen werden gespeichert und wurden mehrfach in teilweise fachfremden Gerichtsverfahren verwendet.